# Édouard Delmont
Édouard Marius Autran Delmont (Marsiglia, 5 dicembre 1883 – Cannes, 22 novembre 1955) è stato un attore francese.

## Biografia
Si avvicina al mondo dello spettacolo nella seconda metà degli anni dieci, venendo assunto come operaio al Teatro Alcazar di Marsiglia, e scoprendo in quel contesto la sua vena artistica. Conosciuto col suo solo cognome, Delmont, fino agli inizi degli anni trenta recita a teatro, per poi dedicarsi completamente al cinema, interpretando oltre ottanta pellicole.

## Filmografia parziale
- Marius, regia di Alexander Korda (1931)
- Santarellina (Mam'zelle Nitouche), regia di Marc Allégret (1931)
- Fanny, regia di Marc Allégret (1932)
- Angèle, regia di Marcel Pagnol (1934)
- Toni, regia di Jean Renoir (1935)
- César, regia di Marcel Pagnol (1936)
- La vita trionfa (Regain), regia di Marcel Pagnol (1937)
- La Marsigliese (La Marseillaise), regia di Jean Renoir (1938)
- Il porto delle nebbie (Le Quai des brumes), regia di Marcel Carné (1938)
- La moglie del fornaio (Le Femme du boulanger), regia di Marcel Pagnol (1938)
- Anime incatenate (La Belle que voilà), regia di Jean-Paul Le Chanois (1950)
- Il diavolo in convento, regia di Nunzio Malasomma (1950)
- Juliette o la chiave dei sogni (Juliette ou La clef des songes), regia di Marcel Carné (1951)
- La domenica non si spara (La Table-aux-Crevés), regia di Henri Verneuil (1951)
- Manon delle sorgenti (Manon des sources), regia di Marcel Pagnol (1952)
- Il ritorno di don Camillo (Le Retour de Don Camillo), regia di Julien Duvivier (1953)
- Il montone a cinque zampe (Le Mouton à cinq pattes), regia di Henri Verneuil (1954)
- Les Lettres de mon moulin, regia di Marcel Pagnol (1954)
- Ali Babà (Ali Baba et les 40 voleurs), regia di Jacques Becker (1954)